# Каракоїнський сільський округ
Каракої́нський сільський округ (каз. Қарақой ауылдық округі, рос. Каракоинский сельский округ) — адміністративна одиниця у складі Нуринського району Карагандинської області Казахстану. Адміністративний центр — село Жанбобек.
Населення — 381 особа (2021; 547 у 2009, 899 у 1999, 1416 у 1989).
Станом на 1989 рік існувала сільська рада імені XXII Партз'їзда (села Акколка, Жанбобек, Керей) у складі Кургальджинського району Цілиноградської області. 2007 року було ліквідовано село Керей.

## Склад
До складу округу входять такі населені пункти:
| Населений пункт | Населення, осіб (1989) | Населення, осіб (1999) | Населення, осіб (2009) | Населення, осіб (2021) |
| --------------- | ---------------------- | ---------------------- | ---------------------- | ---------------------- |
| Акколка, село   | 183                    | 127                    | 131                    | 49                     |
| Жанбобек, село  | 1010                   | 633                    | 416                    | 332                    |
| Керей, село     | 223                    | 139                    | -                      | -                      |